# Dicladispa machadoi
Dicladispa machadoi es una especie de insecto coleóptero de la familia Chrysomelidae.
Fue descrita científicamente en 1957 por Uhmann.